# 清丰县
清丰县在中国河南省东北部，是濮阳市下辖的一个县，邻接山东、河北两省。面积869平方公里，总人口約60万人。县人民政府驻城关镇。
清丰古称顿丘，三国时曹操曾任顿丘令，因隋朝境内出大孝子张清丰，唐大历年间，钦定更名为清丰县。唐代至元代，先後屬河北路，澶州，行政區劃變動比較頻繁. 
明清兩代屬直隸省大名府. 一九二八年，直隸省改河北省. 一九五二年，改隸河南省濮陽專區，一九五四年，濮陽專區撤銷，併入安陽地區. 一九八三年，安陽專區的清豐縣改屬濮陽市管轄，今仍因之.

## 行政区划
清丰县下辖8个镇、9个乡：
城关镇、马庄桥镇、瓦屋头镇、仙庄镇、柳格镇、韩村镇、固城镇、阳邵镇、六塔镇、巩营乡、马村乡、高堡乡、古城乡、大流乡、大屯乡、双庙乡和纸房乡。

## 人口
根据(河南省)濮阳市第七次全国人口普查公报显示：清丰县常住人口为592425人，男性占比49.75%，女性占比50.25%，年龄结构中0-14岁占比25.58%，15-59岁占比53.91%，60岁以上占比20.51%，65岁以上占比14.98%。
清豐縣除漢族外，還有回族、蒙古族、滿族、維吾爾族等26個少數民族，人口596人，其中回族399人，佔少數民族總人口的66%。全縣沒有少數民族聚居村。

## 交通
- 106国道过境。

## 名人
- 京房：西漢學者，易學家( 資料來源：百度百科

清豐縣 )
- 張清豐：隋代孝子，清豐縣以他命名( 資料來源：百度百科 清豐縣 )

- 吴双战，第六任中国人民武装警察部队司令员，上将军衔